# Штейнберг Лев Петрович
Лев Петро́вич Ште́йнберг (15 вересня 1870 — 16 січня 1945) — український радянський диригент і композитор. Народний артист Української РСР (1923). Народний артист СРСР (1937).

## Життєпис
Народився в Катеринославі. 1893 року закінчив Петербурзьку консерваторію. Проходив курс фортепіано в Антона Рубінштейна.
Як симфонічний, а також оперний диригент працював в оперних театрах Харкова (1910—1913), Києва (1911—1914) та інших міст. З 1914 на запрошення С. Дягілєва брав участь у Російських сезонах за кордоном (Париж і Лондон). Пізніше виступав у Берні, Дрездені, Лейпцизі, Берліні. У 1917—1924 працював у Києві, а в 1924—1926 роках — головним диригентом Харківської опери, де інструментував і вперше в Україні (1924) поставив оперу «Тарас Бульба» Миколи Лисенка. Брав участь в організації театрів і філармоній Києва, Харкова і Одеси. У 1928—1945 роках — диригент Большого театру в Москві, в 1937—1938 — професор Московської консерваторії.
Автор опери «Дев'ять днів, що потрясли світ», балету «Мірра», трьох симфоній, кантати «Жовтень», симфонічної поеми «Червона площа» та інших.